# Mettet
Mettet (en valón: Metet) es un municipio belga de la provincia de Namur. El municipio es conocido por la presencia del circuito para motos Jules Tacheny y carreras organizadas.

## Datos
- A 1 de enero de 2018 la población contaba con 13.102 habitantes.
- La superficie total es de 116,66 km² lo que da una
- Densidad: de 112,19 habitantes por km².

## Geografía

### Secciones del municipio
El municipio comprende los antiguos municipios, que se fusionaron en 1977:
| - Mettet - Biesme - Biesmerée - Graux - Oret - Saint-Gérard - Furnaux - Ermeton-sur-Biert - Stave |

### Galería

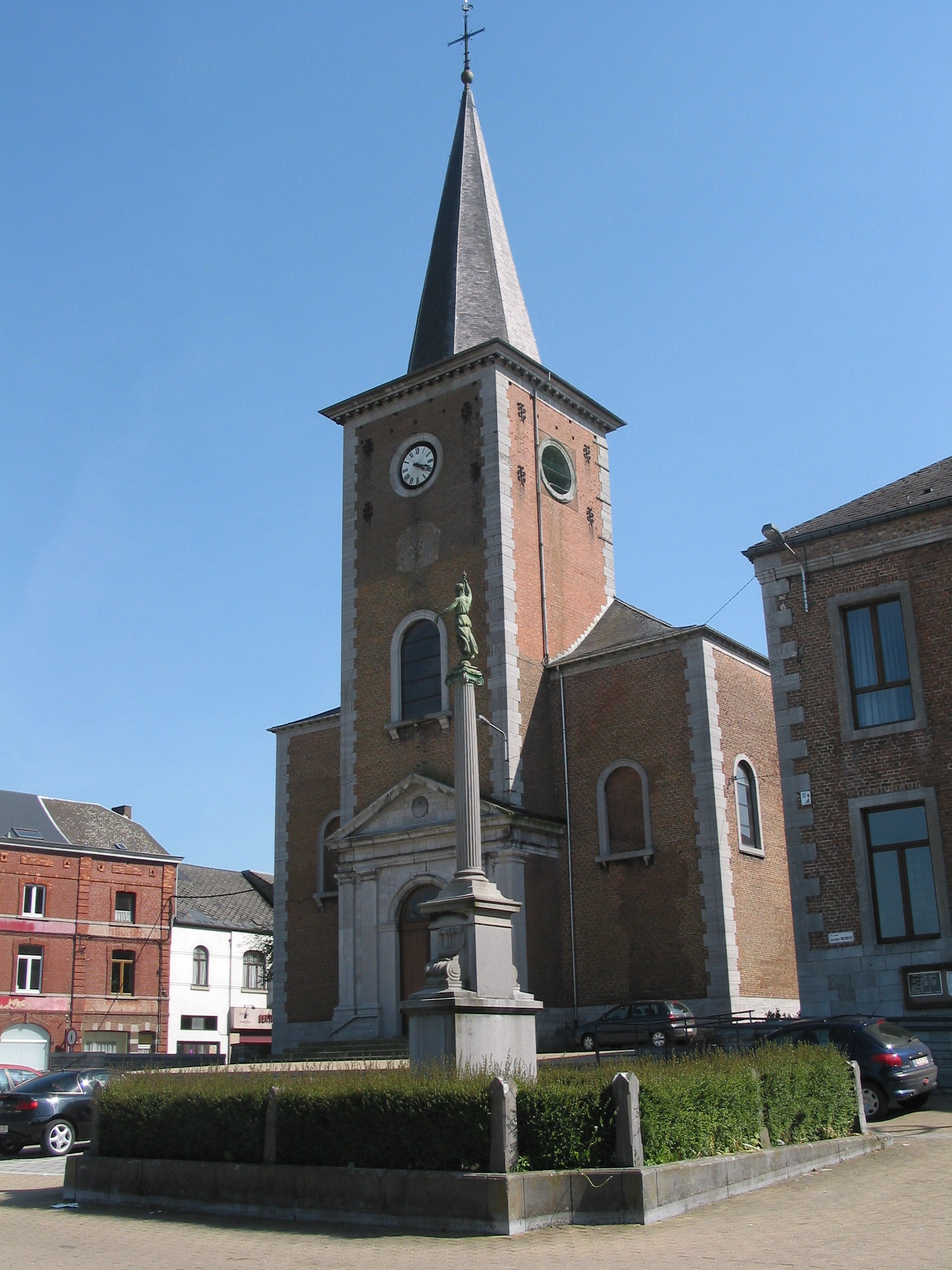
Mettet, iglesia St-Jean-Baptiste
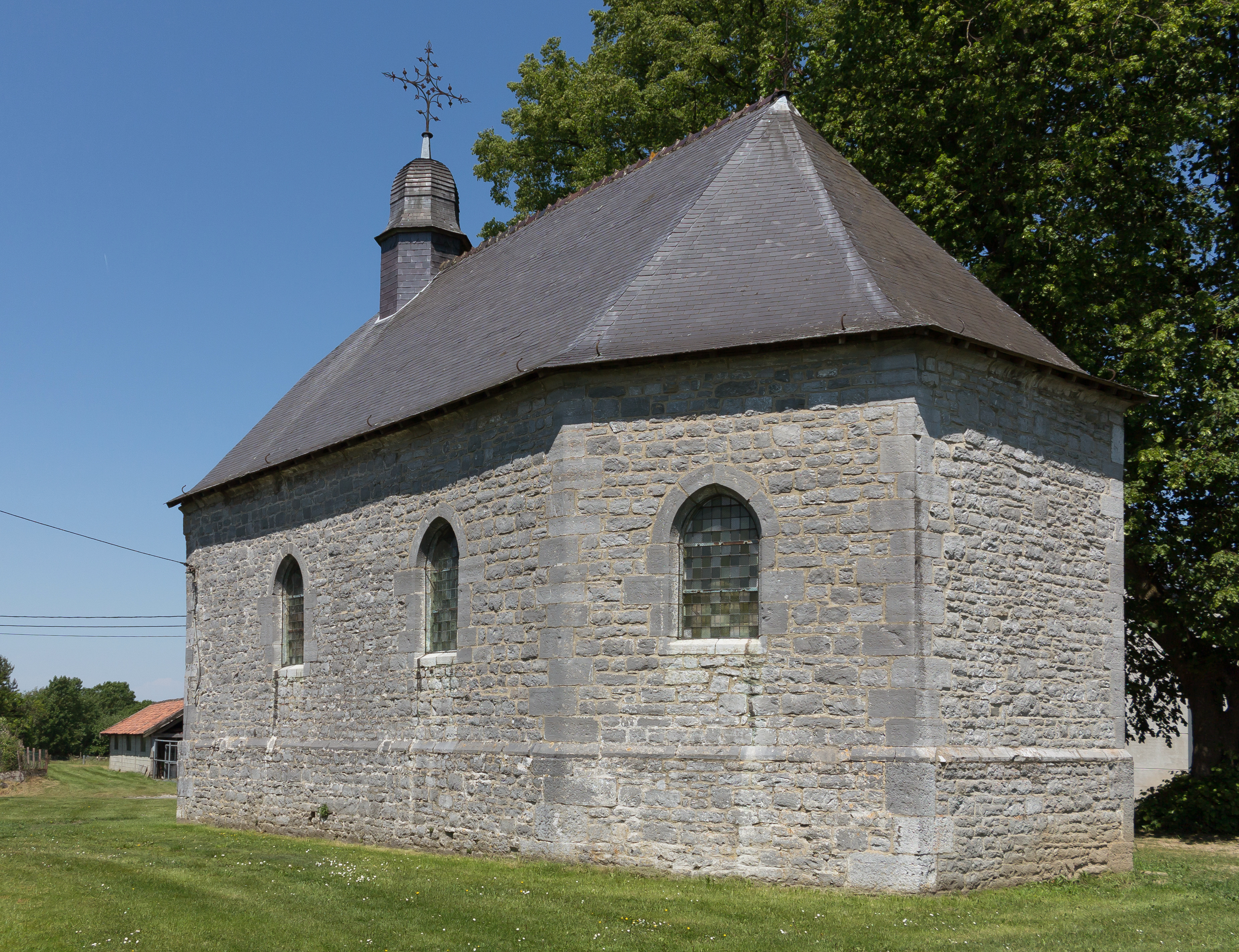
Mettet, capilla: chapelle Saint Roch
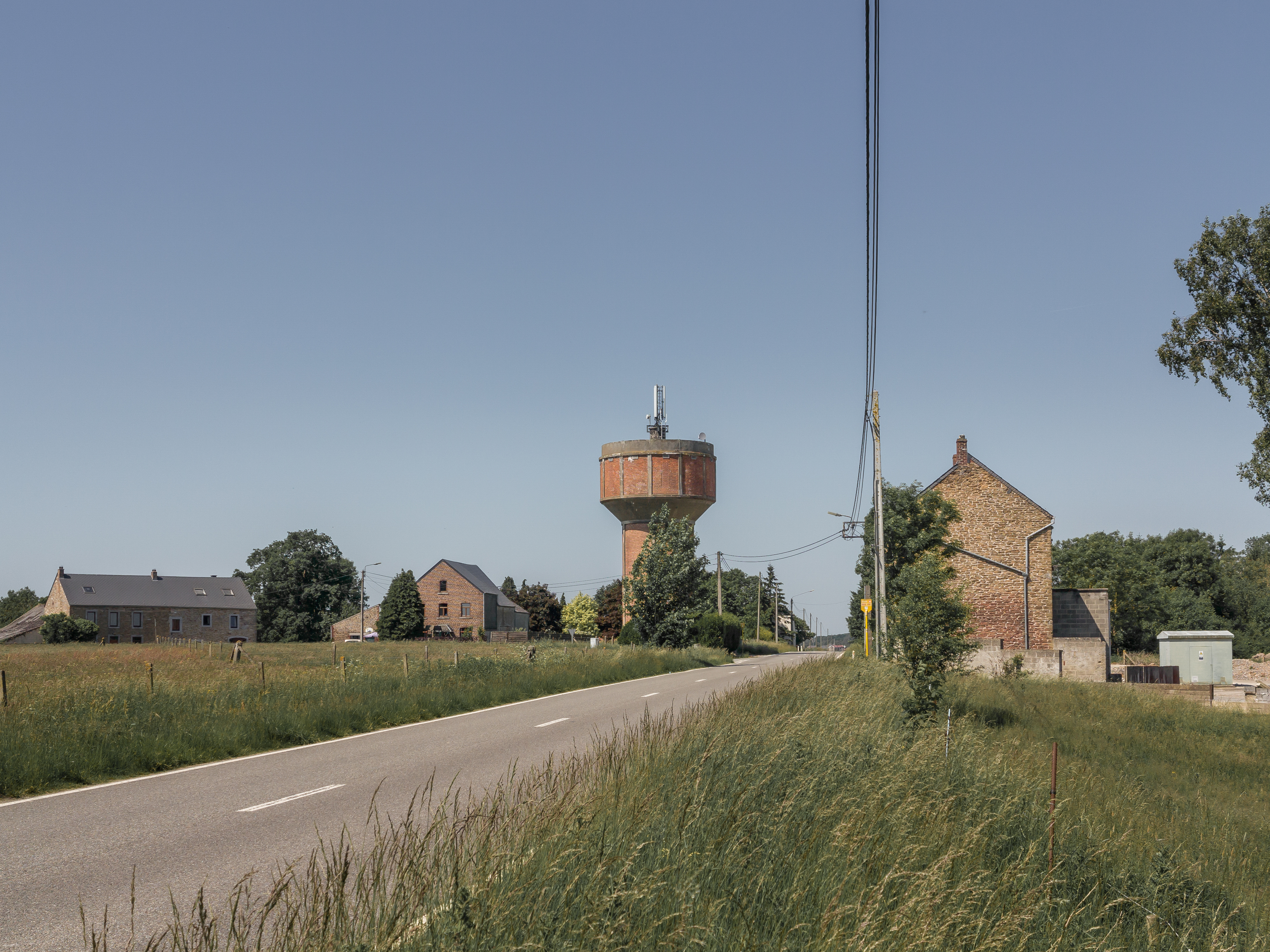
entre St Gerard y Pontuary, torre de agua en la calle
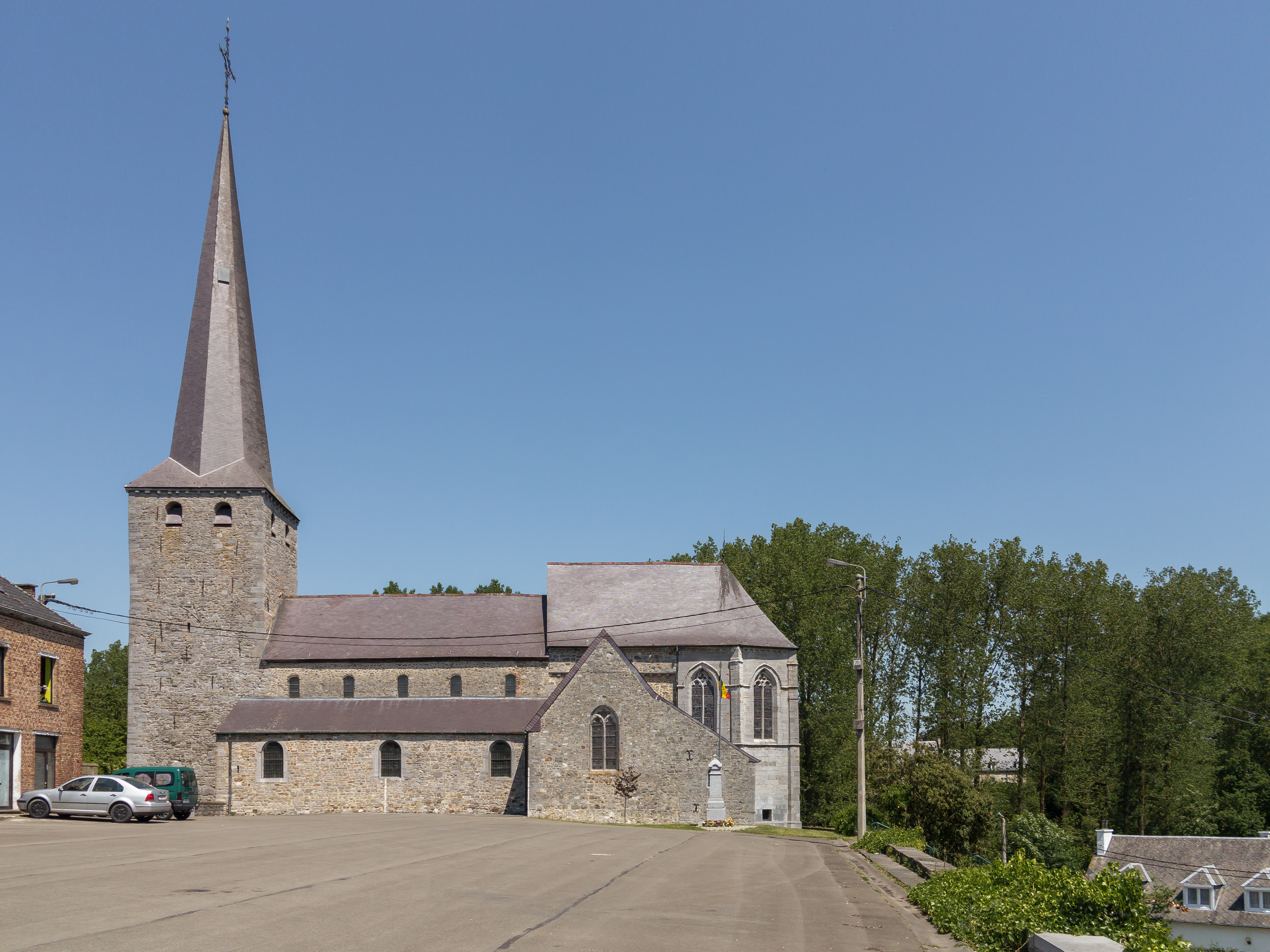
Biesme, iglesia: église Saint Martin

## Demografía

### Evolución
Todos los datos históricos relativos al actual municipio, el siguiente gráfico refleja su evolución demográfica, incluyendo municipios después de efectuada la fusión el 1 de enero de 1977.

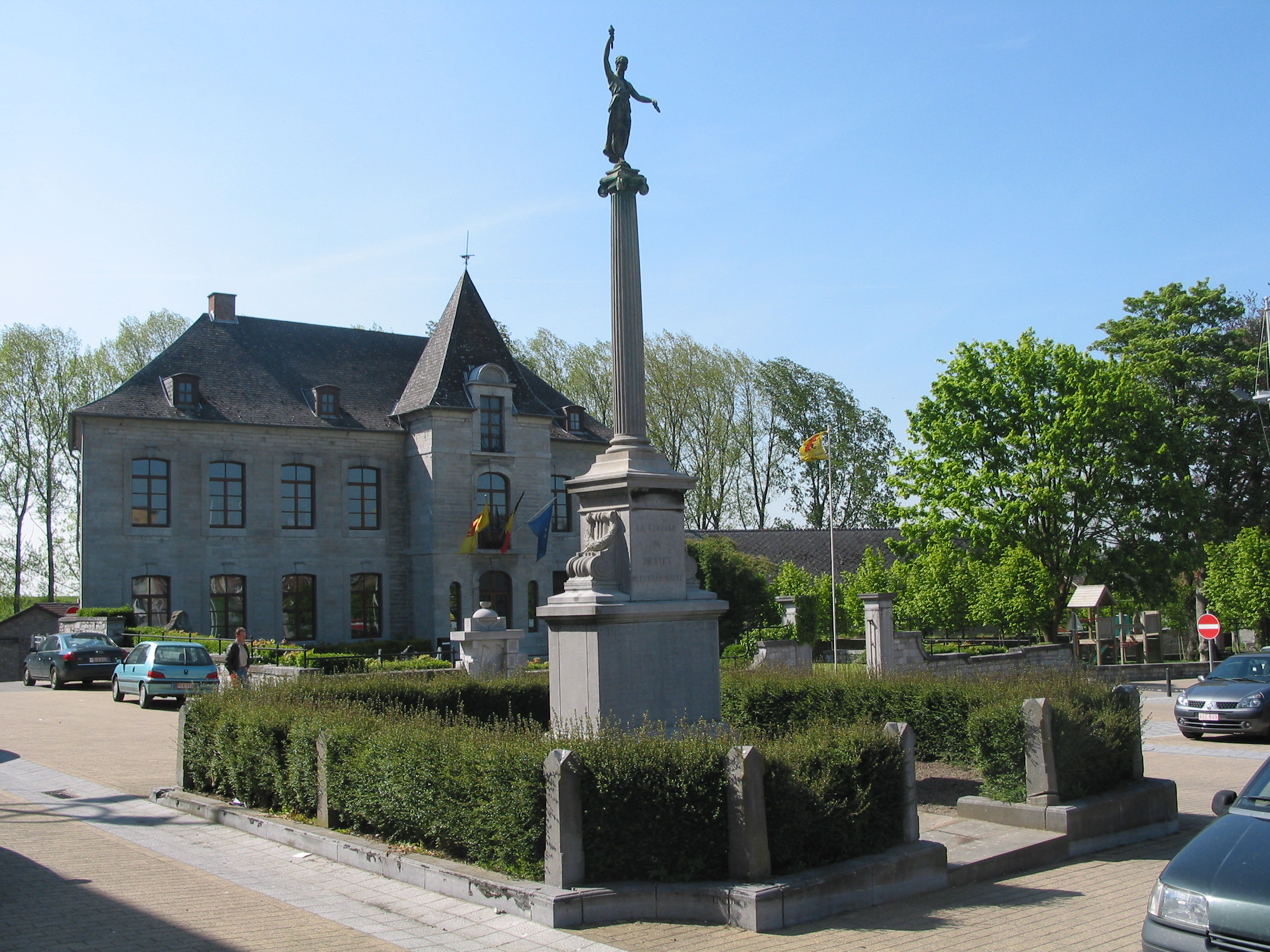
Ayuntamiento.

| Gráfica de evolución demográfica de Mettet entre 1846 y 2020 |
|                                                              |